# Kathy Smallwood-Cook
Kathryn Jane (Kathy) Smallwood-Cook (Winchester (Hampshire), 3 mei 1960) is een Britse voormalige sprintster, die was gespecialiseerd in de sprintnummers (100 tot 400 m). Ze wordt beschouwd als de meest complete Britse sprintster ooit, en is de Britse atlete met de meeste medailles op internationale kampioenschappen. Ze was houdster van de Britse records op de 100, 200 en 400 m, die meer dan 25 jaar overeind bleven. Dat op de 100 m werd in 2008 verbeterd door Montell Douglas; haar record op de 400 m uit 1984 werd pas in 2013 verbeterd door Christine Ohuruogu en dat op de 200 m pas in 2015 door Dina Asher-Smith.

## Biografie
Smallwood-Cook werd geboren als Kathy Smallwood in Winchester. Ze was lid van de Reading Athletic Club en later de Wolverhampton & Bilston Athletics Club.
Kathy Smallwood legde zich aanvankelijk toe op de korte sprint (100 en 200 m). Haar eerste succes kende ze op de Gemenebestspelen van 1978 in Edmonton als lid van het estafetteteam van Engeland dat goud won op de 4 x 100 m estafette. In datzelfde jaar won ze met het Britse team zilver op de Europese kampioenschappen te Praag op hetzelfde nummer.
Op de Olympische Spelen van 1980 in Moskou won ze op de 4 x 100 m brons met het Brits team in een nationaal record dat 34 jaar zou standhouden. Op deze Spelen werd ze nog zesde op de 100 m en vijfde op de 200 m. Nadien ging ze zich geleidelijk meer toeleggen op de 400 m.
In 1982 won Smallwood zilver op de EK in Athene en de Gemenebestspelen in Brisbane, telkens op de 200 m sprint. Op de eerste wereldkampioenschappen van 1983 in Helsinki werd ze derde over deze afstand, en won ze opnieuw zilver met het Britse team op de 4 x 100 m.
Haar beste seizoen was dat van 1984. Op de Olympische Spelen in Los Angeles won Smallwood-Cook twee bronzen medailles: op de 400 m individueel en met de 4 x 100 m estafetteploeg. Op de 200 m miste ze met een honderdste seconde een medaille en werd vierde. Ze vestigde er nationale records op de 200 m en de 400 m.
In het seizoen van 1985 werd ze door blessures geplaagd. Haar laatste internationaal toernooi waren de Gemenebestspelen van 1986 in Edinburgh, waar ze vier medailles won (1 gouden, 2 zilveren en 1 bronzen).
Kathy Smallwood huwde in 1982 met Garry Cook, een Brits atleet die deel uitmaakte van het Britse kwartet dat zilver won op de 4 x 400 m estafette op de Olympische Spelen van 1984. Net als haar man werd zij na haar atletiekcarrière sportlerares. Ze is de moeder van drie kinderen.
In 2011 is Smallwood-Cook opgenomen in de Hall of Fame van England Athletics.

## Titels
- Gemenebestkampioene 4 x 100 m – 1978, 1982, 1986
- Brits kampioene 100 m – 1978, 1980, 1983, 1984
- Brits kampioene 200 m – 1978, 1979, 1980, 1982, 1984, 1985

## Persoonlijke records
Outdoor
| Onderdeel | Prestatie       | Datum            | Plaats      |
| --------- | --------------- | ---------------- | ----------- |
| 100 m     | 11,10 s (ex-NR) | 5 september 1981 | Rome        |
| 200 m     | 22,10 s (ex-NR) | 9 augustus 1984  | Los Angeles |
| 400 m     | 49,43 s (ex-NR) | 6 augustus 1984  | Los Angeles |
| 4 x 100 m | 42,43 s (ex-NR) | 1 augustus 1980  | Moskou      |

## Prestaties

### 100 m
- 1978:  Britse (AAA-)kamp. - 11,66 s
- 1979:  Britse (AAA-)kamp. - 11,58 s
- 1980:  Britse (AAA-)kamp. - 11,45 s
- 1980: 6e OS – 11,28 s
- 1981: Wereldbeker – 11,10 s
- 1983:  Britse (AAA-)kamp. - 11,26 s
- 1984:  Britse (AAA-)kamp. - 11,44 s
- 1985:  Britse (AAA-)kamp. - 11,41 s (+rw)

### 200 m
- 1978:  Britse (AAA-)kamp. - 23,24 s
- 1978: 5e Gemenebestspelen – 22,96 s
- 1979:  Britse (AAA-)kamp. - 23,39 s
- 1980:  Britse (AAA-)kamp. - 23,14 s
- 1980: 5e OS – 22,61 s
- 1982:  Britse (AAA-)kamp. - 23,00 s
- 1982:  Gemenebestspelen – 22,21 s
- 1982:  EK – 22,13 s
- 1984:  Britse (AAA-)kamp. - 22,77 s
- 1984: 4e OS – 22,10 s (NR)
- 1985:  Britse (AAA-)kamp. - 23,39 s
- 1986: 5e in ½ fin. EK – 23,20 s
- 1986:  Gemenebestspelen – 23,18 s

### 400 m
- 1984:  OS – 49,43 s (NR)
- 1986:  Gemenebestspelen – 51,88 s

### 4 x 100 m
- 1978:  Gemenebestspelen – 43,70 s
- 1978:  EK – 42,72 s
- 1980:  OS –  42,43 s (NR)
- 1982:  EK – 42,66 s
- 1982:  Gemenebestspelen – 43,15 s
- 1983:  WK – 42,71 s
- 1984:  OS –  43,11 s
- 1986: 5e EK – 43,44 s
- 1986:  Gemenebestspelen – 43,39 s

### 4 x 400 m
- 1982: 5e in finale EK – 3.25,82
- 1986:  Gemenebestspelen – 3.32,82